# BDZ (canción)
«BDZ» (abreviatura de Bulldozer) es una canción grabada por el grupo femenino surcoreano Twice. Fue escrito y compuesto por J.Y. Park y lanzado por Warner Music Japan el 12 de septiembre de 2018, como el sencillo principal de su primer álbum de estudio japonés, también titulado BDZ.

## Antecedentes y lanzamiento
La canción fue prelanzada como un sencillo digital el 17 de agosto de 2018, junto con el vídeo musical que la acompaña, y fue lanzada oficialmente el 12 de septiembre por Warner Music Japan.

## Composición
«BDZ» es una canción electropop, que fue compuesta por J.Y. Park, con la letra japonesa escrita por Shoko Fujibayashi y Yu Shimoji. La canción habla de "avanzar y alejar obstáculos como una excavadora" y "transmite sentimientos de fuerza y de comenzar de nuevo". Park declaró que es "una canción para que los fanáticos y Twice canten y disfruten juntos".

## Vídeo musical
El 17 de agosto de 2018, el vídeo musical de la canción fue lanzado en YouTube. Fue dirigido por Naive Creative Production, el equipo detrás de la mayoría de los vídeos musicales anteriores de Twice.
Es un clip con una gran trama, que presenta a las miembros del grupo en un lugar oscuro y comienza con una introducción, durante la cual Sana camina a través de una escena distópica donde todos están peleando. Ella explica que el mundo era un lugar feliz anteriormente gracias a seres conocidos como "Lovelies", que desde entonces han sido secuestrados. Twice ha decidido salvar el día y traer de vuelta la felicidad al rescatar a las criaturas, y cuando comienza la canción, las integrantes comienzan a entrar en una casa muy protegida.
En el resto del vídeo, Twice se enfrenta a los guardias en una variedad de formas innovadoras, mientras que las escenas de las miembros cantando y bailando se intercalan. El grupo inevitablemente devuelve la felicidad al mundo liberando a nueve personajes animados de color púrpura y rosa, que desatan su amor sobre los antiguos enemigos del grupo de chicas.

## Promoción
El 31 de agosto de 2018, Twice presentó «BDZ» por primera vez en el programa de televisión japonés Music Station, y se presentó también en el escenario de apertura del Tokyo Girls Collection al día siguiente. La canción también se realizó durante el Twice 1st Arena Tour 2018 BDZ, tour del grupo que comenzó el 29 de septiembre en Chiba, Japón.

## Versión coreana
La versión coreana de «BDZ» se lanzó el 5 de noviembre de 2018 como la séptima pista del sexto EP de Twice titulado Yes or Yes. El grupo interpretó la canción durante su presentación de regreso para el EP, así como en programas de música coreana.

## Posicionamiento en listas
| Lista (2018)                             | Mejor posición |
| ---------------------------------------- | -------------- |
| Japón (Japan Hot 100)                    | 7              |
| USA (World Song Digital Sales Billboard) | 23             |

| Lista (2018)          | Mejor posición |
| --------------------- | -------------- |
| Japón (Japan Hot 100) | 75             |

## Historial de lanzamiento
| País          | Fecha                  | Formato                    | Sello                                 | Ref.  |
| ------------- | ---------------------- | -------------------------- | ------------------------------------- | ----- |
| Japón         | 17 de agosto de 2018   | Descarga digital streaming | JYP Entertainment, Warner Music Japan | [ 3 ] |
| Corea del Sur | 5 de noviembre de 2018 | Descarga digital streaming | JYP Entertainment                     | [ 3 ] |